# 水澳摩崖石刻
水澳摩崖石刻，是位于中国福建省宁德市霞浦县长春镇加竹村水澳的一处清代摩崖石刻，是霞浦县文旅局公布的县级文物保护单位。
水澳摩崖石刻是闽南一带旅居霞浦的文人所留下的两幅摩崖石刻，分上下两幅，距地面7—10米，字径85厘米，落款径20厘米，均为楷书、横排书写。上幅为德化籍光绪丁卯科武举人邓士垓书写的四字“朝寺古地”，下幅为泉州府人夏广书写的“海屏”二字。根据摩崖石刻及史料推断，当地曾建有寺庙，且有蔡牵活动痕迹，但现已不存。